# Saint-Romain (Côte-d'Or)
Pour les articles homonymes, voir Saint-Romain.
Saint-Romain est une commune française située dans le département de la Côte-d'Or en région Bourgogne-Franche-Comté.

## Géographie

### Climat
Pour des articles plus généraux, voir Climat de la Bourgogne-Franche-Comté et Climat de la Côte-d'Or.
En 2010, le climat de la commune est de type climat océanique dégradé des plaines du Centre et du Nord, selon une étude du Centre national de la recherche scientifique s'appuyant sur une série de données couvrant la période 1971-2000. En 2020, Météo-France publie une typologie des climats de la France métropolitaine dans laquelle la commune est exposée à un climat océanique altéré et est dans la région climatique  Bourgogne, vallée de la Saône, caractérisée par un bon ensoleillement (1 900 h/an), un été chaud (18,5 °C), un air sec au printemps et en été et des vents faibles. 
Pour la période 1971-2000, la température annuelle moyenne est de 10,2 °C, avec une amplitude thermique annuelle de 17 °C. Le cumul annuel moyen de précipitations est de 865 mm, avec 12,7 jours de précipitations en janvier et 7,3 jours en juillet. Pour la période 1991-2020, la température moyenne annuelle observée sur la station météorologique de Météo-France la plus proche, « La Rochepot », sur la commune de La Rochepot à 5 km à vol d'oiseau, est de 10,6 °C et le cumul annuel moyen de précipitations est de 849,5 mm,. Pour l'avenir, les paramètres climatiques de la commune estimés pour 2050 selon différents scénarios d'émission de gaz à effet de serre sont consultables sur un site dédié publié par Météo-France en novembre 2022.

## Urbanisme

### Typologie
Au 1er janvier 2024, Saint-Romain est catégorisée commune rurale à habitat dispersé, selon la nouvelle grille communale de densité à 7 niveaux définie par l'Insee en 2022.
Elle est située hors unité urbaine. Par ailleurs la commune fait partie de l'aire d'attraction de Beaune, dont elle est une commune de la couronne,. Cette aire, qui regroupe 64 communes, est catégorisée dans les aires de 50 000 à moins de 200 000 habitants,.

### Occupation des sols
L'occupation des sols de la commune, telle qu'elle ressort de la base de données européenne d’occupation biophysique des sols Corine Land Cover (CLC), est marquée par l'importance des territoires agricoles (53,7 % en 2018), une proportion sensiblement équivalente à celle de 1990 (53,2 %). La répartition détaillée en 2018 est la suivante : 
forêts (41,6 %), terres arables (21,5 %), zones agricoles hétérogènes (13,9 %), prairies (10,8 %), cultures permanentes (7,5 %), milieux à végétation arbustive et/ou herbacée (4,8 %). L'évolution de l’occupation des sols de la commune et de ses infrastructures peut être observée sur les différentes représentations cartographiques du territoire : la carte de Cassini (XVIIIe siècle), la carte d'état-major (1820-1866) et les cartes ou photos aériennes de l'IGN pour la période actuelle (1950 à aujourd'hui).

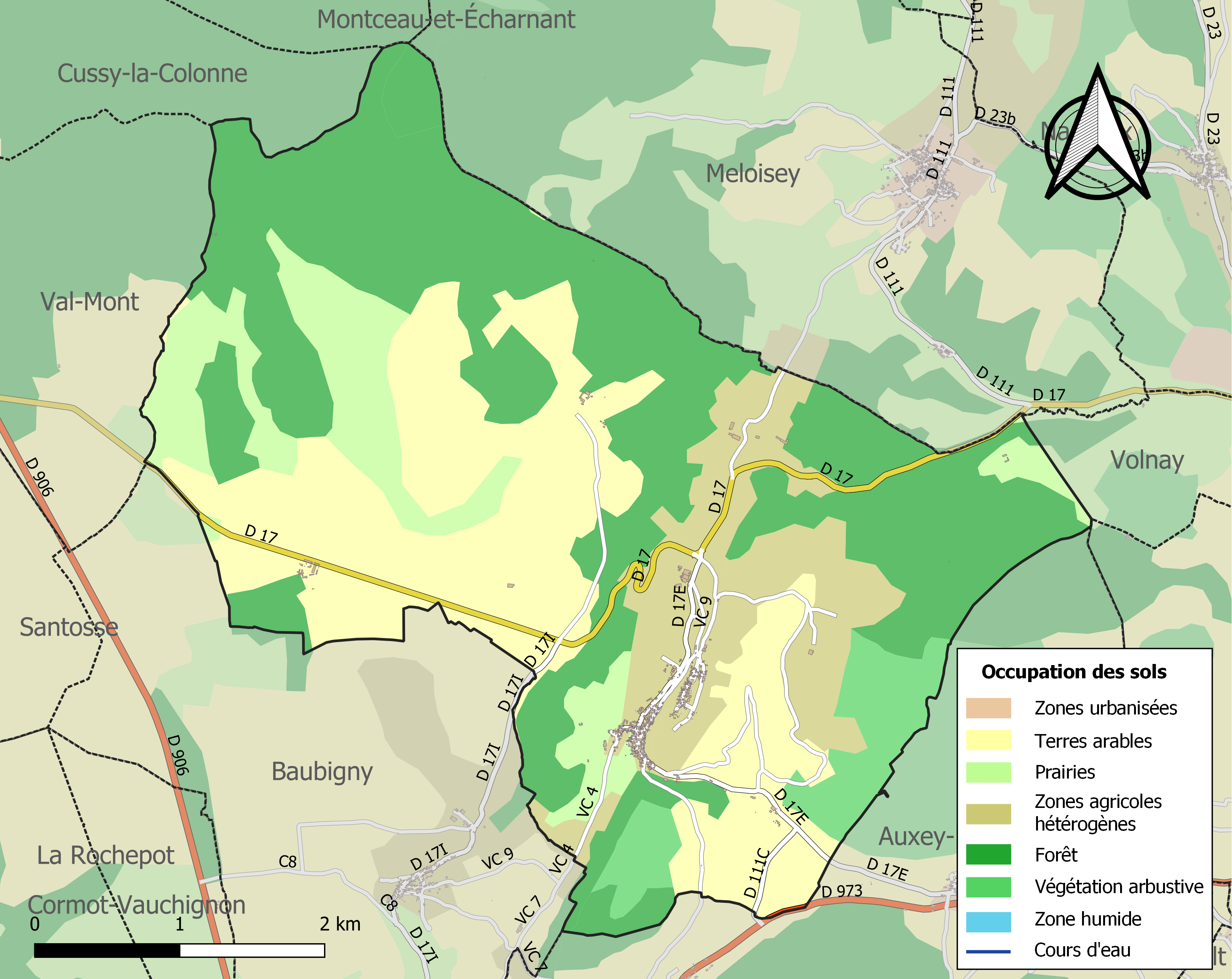
Carte des infrastructures et de l'occupation des sols de la commune en 2018 (CLC).

## Histoire
Les premières traces d'occupation humaine remontent à la Préhistoire, au niveau de la grotte du Verger, dans les falaises. Un squelette d'ours des cavernes y a notamment été retrouvé. Le site a également été occupé au Néolithique et aux Âges des Métaux (haches polies, objets en bronze, etc.).
De nombreuses villas (une tous les 200 m environ) ont été fouillées sur le territoire de la commune, témoignant d'une présence gallo-romaine importante le long de la voie menant jusqu'à Autun. Des stèles funéraires rappelaient aux passants le bon souvenir des défunts. On remarque sur ces bas-reliefs la présence de gobelets, preuve que le territoire était déjà viticole.
Au VIe siècle, une nécropole mérovingienne s'installe au pied d'un oratoire sur un promontoire rocheux, dédié à saint Romain, évêque d'Auxerre mort vers 564 et célébré le 6 octobre. Les nombreux sarcophages en grès, retrouvés entre le site du Vieux Château et celui de l'église, accompagnés de gobelets en verre, d’épées, de bijoux, montrent la richesse de leurs propriétaires. Il n'y avait pas encore de village.
Du IXe au XIe siècle, les premiers « chevaliers » occupent le site du Verger, au pied des falaises. Ce site, comme le site du château médiéval sur l’éperon, ont été assiégés et incendiés au début du XIe siècle. Contrairement au château, le site du Verger sera abandonné dans les décennies qui suivent. Cet épisode est à rapprocher de l'invasion violente de la région en 1026 ou 1027 par les Normands de Richard III qui ont mené une expédition pour délivrer Renaud de Bourgogne, retenu captif à Chalon par Hugues, évêque d'Auxerre et comte de Chalon. En 1439, le châtelain est rappelé à l'ordre pour ne pas avoir entretenu les bâtiments du château qui sont fort délabrés.
Au cours de la période révolutionnaire de la Convention nationale (1792-1795), la commune a porté le nom de Belle-Roche.
Ce village viticole produit l'appellations d'origine contrôlée saint-romain. En 1964 et 2008, le village a accueilli la Saint-Vincent tournante.

## Politique et administration
| Période                                  | Période  | Identité              | Étiquette | Qualité                               |
| ---------------------------------------- | -------- | --------------------- | --------- | ------------------------------------- |
| mars 2001                                | 2005     | Pierre-Alain Viellard |           |                                       |
| 2005                                     | 2014     | Emmanuel Bichot       | UMP       | Conseiller général du canton de Nolay |
| 2014                                     | en cours | Serge Grappin         | DVG       |                                       |
| Les données manquantes sont à compléter. |          |                       |           |                                       |

1er adjoint : Patrick Germain
2e adjoint : Dominique Sordet

## Démographie
L'évolution du nombre d'habitants est connue à travers les recensements de la population effectués dans la commune depuis 1793. Pour les communes de moins de 10 000 habitants, une enquête de recensement portant sur toute la population est réalisée tous les cinq ans, les populations de référence des années intermédiaires étant quant à elles estimées par interpolation ou extrapolation. Pour la commune, le premier recensement exhaustif entrant dans le cadre du nouveau dispositif a été réalisé en 2006.

En 2022, la commune comptait 200 habitants, en évolution de −8,26 % par rapport à 2016 (Côte-d'Or : +0,82 %, France hors Mayotte : +2,11 %).
| 1793 | 1800 | 1806 | 1821 | 1836 | 1841 | 1846 | 1851 | 1856 |
| ---- | ---- | ---- | ---- | ---- | ---- | ---- | ---- | ---- |
| 650  | 822  | 769  | 819  | 928  | 853  | 838  | 840  | 808  |

| 1861 | 1866 | 1872 | 1876 | 1881 | 1886 | 1891 | 1896 | 1901 |
| ---- | ---- | ---- | ---- | ---- | ---- | ---- | ---- | ---- |
| 879  | 887  | 845  | 901  | 871  | 840  | 799  | 658  | 642  |

| 1906 | 1911 | 1921 | 1926 | 1931 | 1936 | 1946 | 1954 | 1962 |
| ---- | ---- | ---- | ---- | ---- | ---- | ---- | ---- | ---- |
| 622  | 533  | 425  | 387  | 322  | 324  | 333  | 307  | 293  |

| 1968 | 1975 | 1982 | 1990 | 1999 | 2006 | 2011 | 2016 | 2021 |
| ---- | ---- | ---- | ---- | ---- | ---- | ---- | ---- | ---- |
| 323  | 265  | 250  | 241  | 227  | 243  | 228  | 218  | 206  |

| 2022 | - | - | - | - | - | - | - | - |
| ---- | - | - | - | - | - | - | - | - |
| 200  | - | - | - | - | - | - | - | - |

## Lieux et monuments
- L’église paroissiale du XVe siècle avec un portail en accolade, un clocher-porche et fonts baptismaux du XVIe. Devant l'église une croix du XVIe.
- Les ruines du vieux château qui domine le village du haut d'un éperon rocheux offrant une superbe vue. Initialement propriété des seigneurs de Saint-Romain (sa présence est attestée au XIIe siècle), il est ensuite acquis par les ducs de Bourgogne au XIVe siècle. Il est démantelé à la Révolution française.
- Le Fort Champagne et son vieux tilleul.
- Les falaises. Le site comprenant les falaises et le chemin du Verger sous-jacent est classé depuis 1934 (arrêté du 29 janvier 1934, fichier national des sites classés).

## Personnalités liées à la commune
- Jehan Ladvisié. Originaire de Molinot où il fonde une chapelle en l'église paroissiale, il est nommé châtelain de Saint-Romain en 1407 par le duc de Bourgogne, en remplacement de Guillaume le Puillet.
- Hendrik Marsman (1899-1940), célèbre poète hollandais, y vécut de septembre 1939 à juin 1940.

## Héraldique
| Blason de Saint-Romain | Blason  | D'azur à la cuve d'argent à dextre et au pampre de vigne d'or à senestre, au chef bandé d'azur et d'or et à la bordure de gueules. |
| Blason de Saint-Romain | Détails | Le statut officiel du blason reste à déterminer.                                                                                   |

## Vignoble

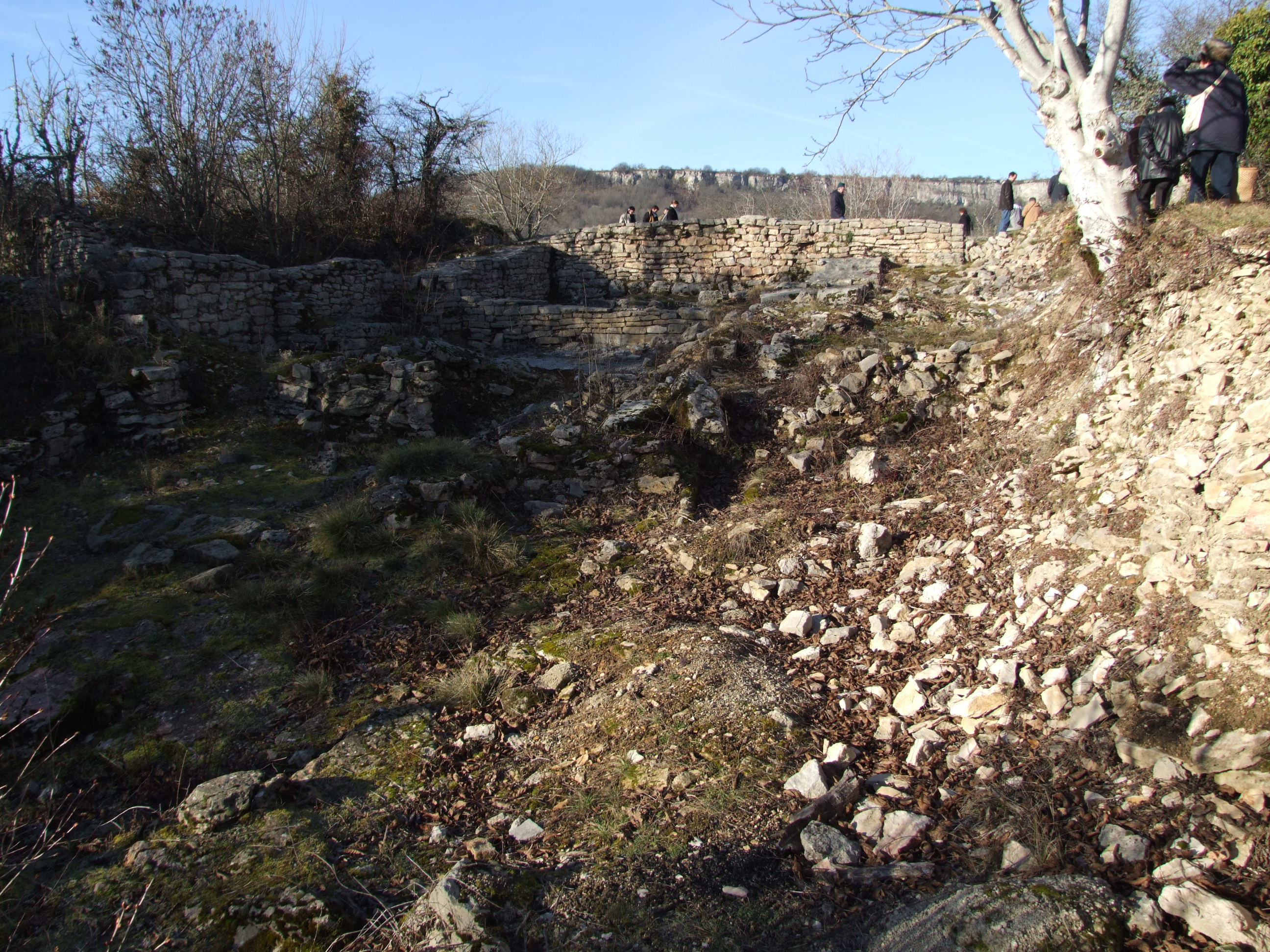
Ruines du vieux château.
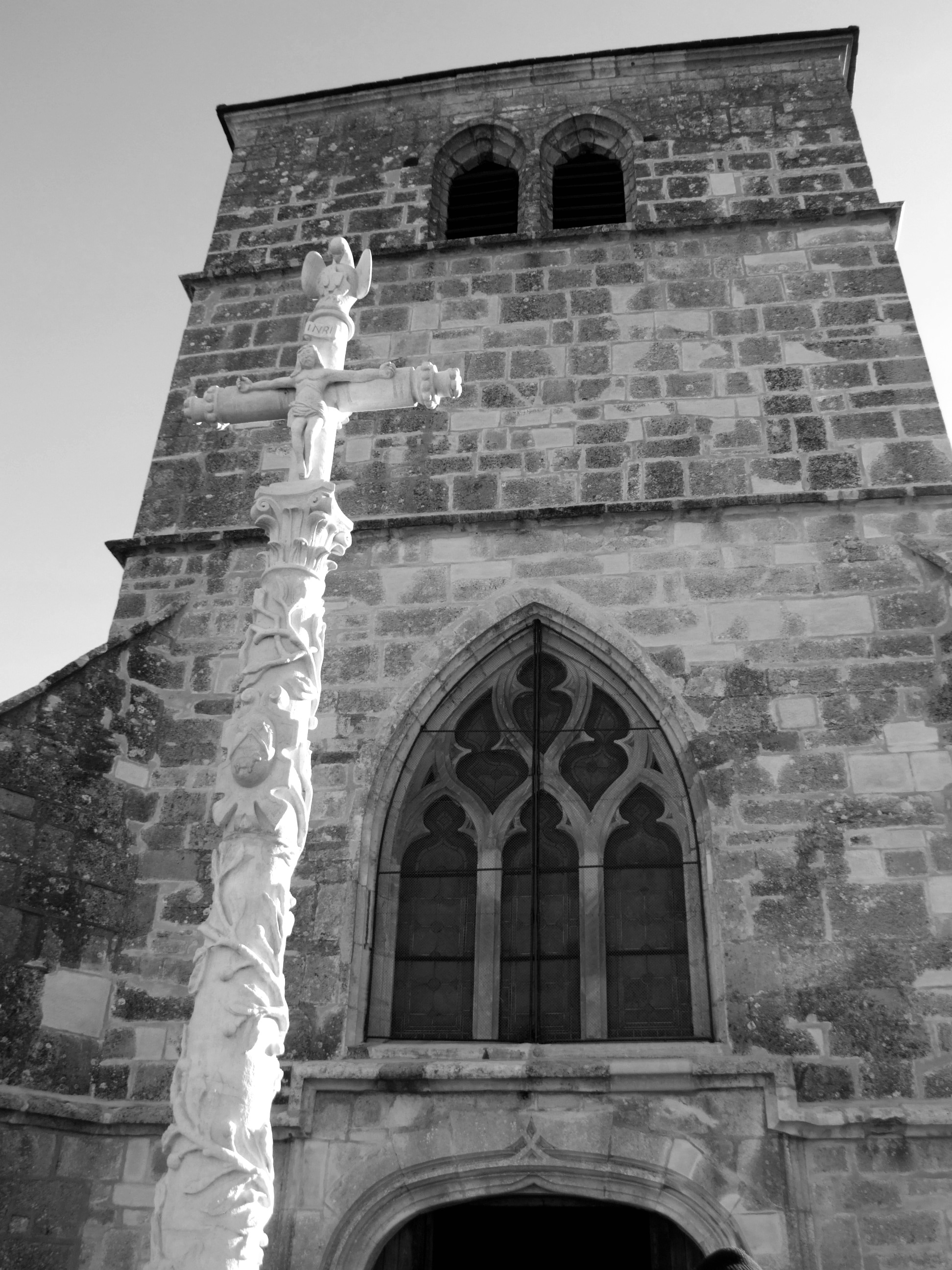
Église paroissiale.
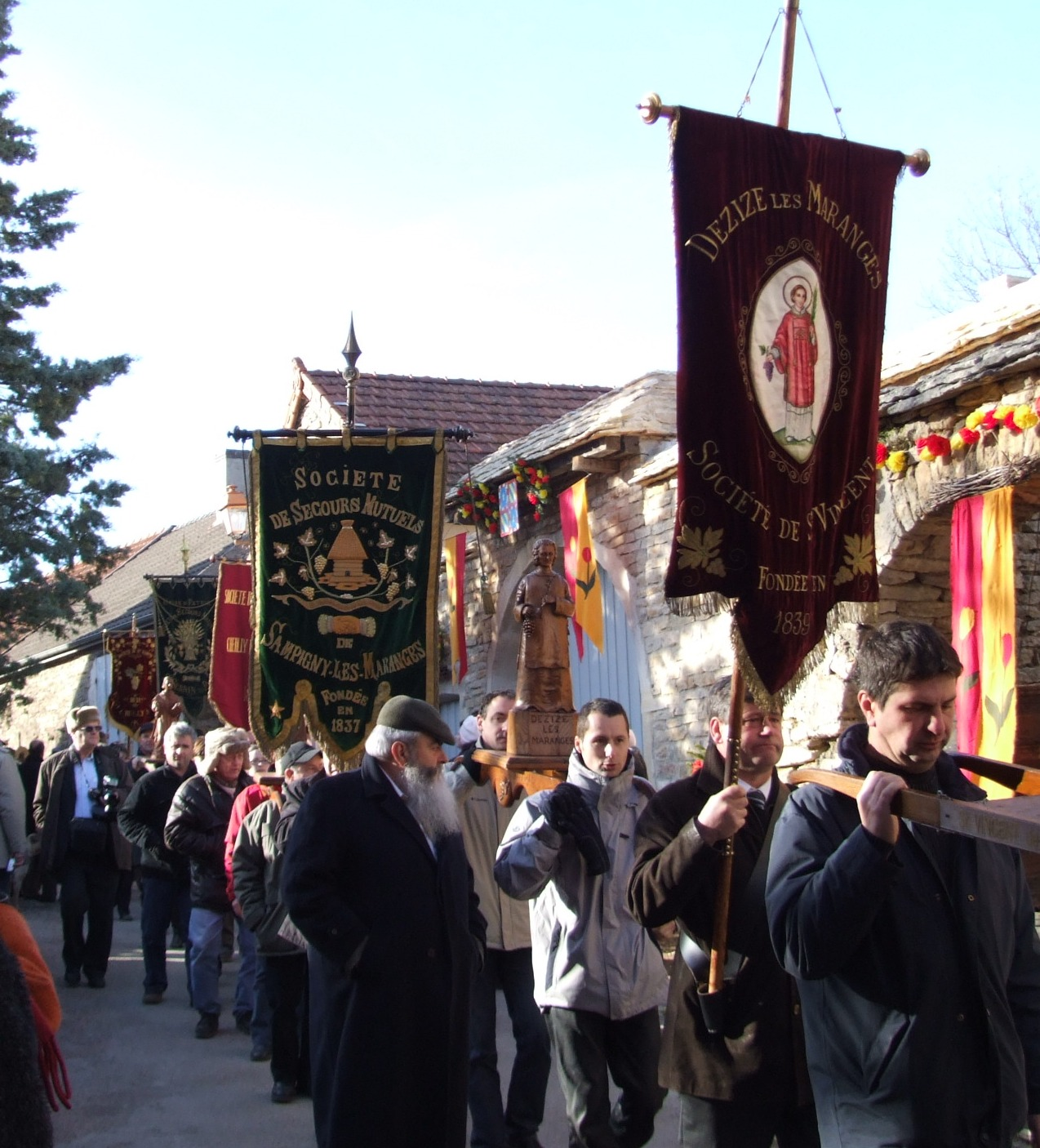
Procession de la Saint-Vincent tournante 2008.
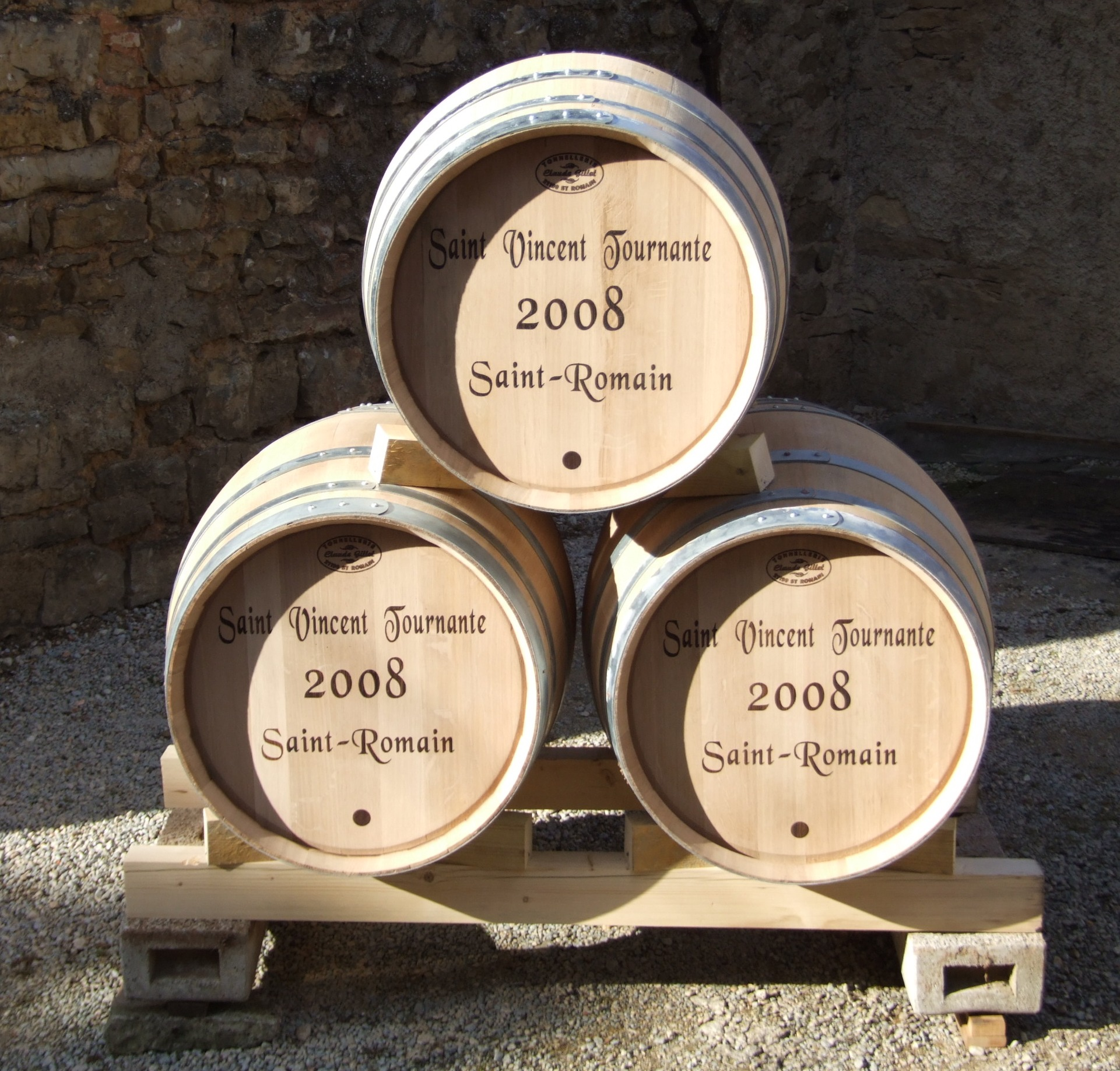
Saint-Vincent tournante 2008.
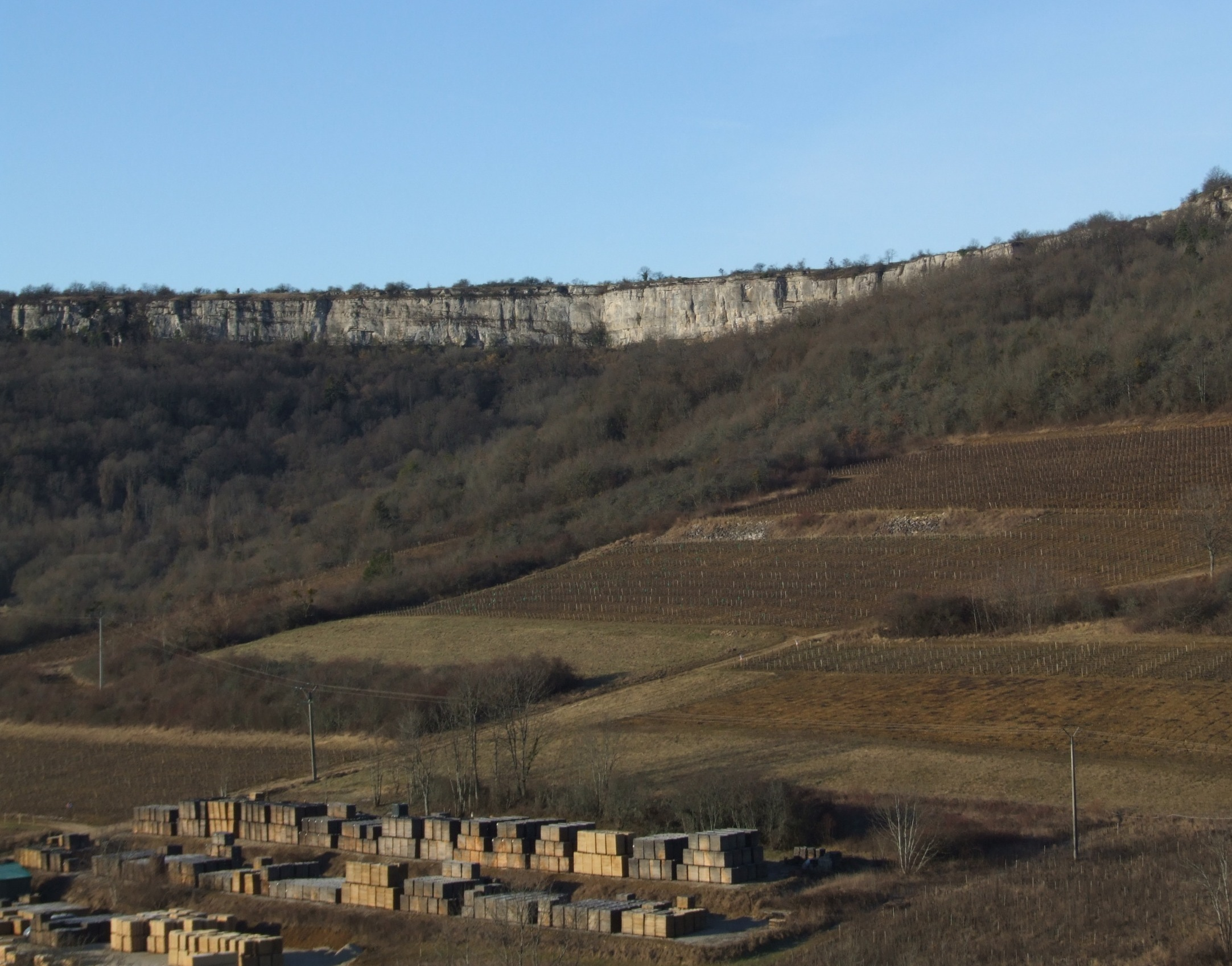
Falaises de Saint-Romain.
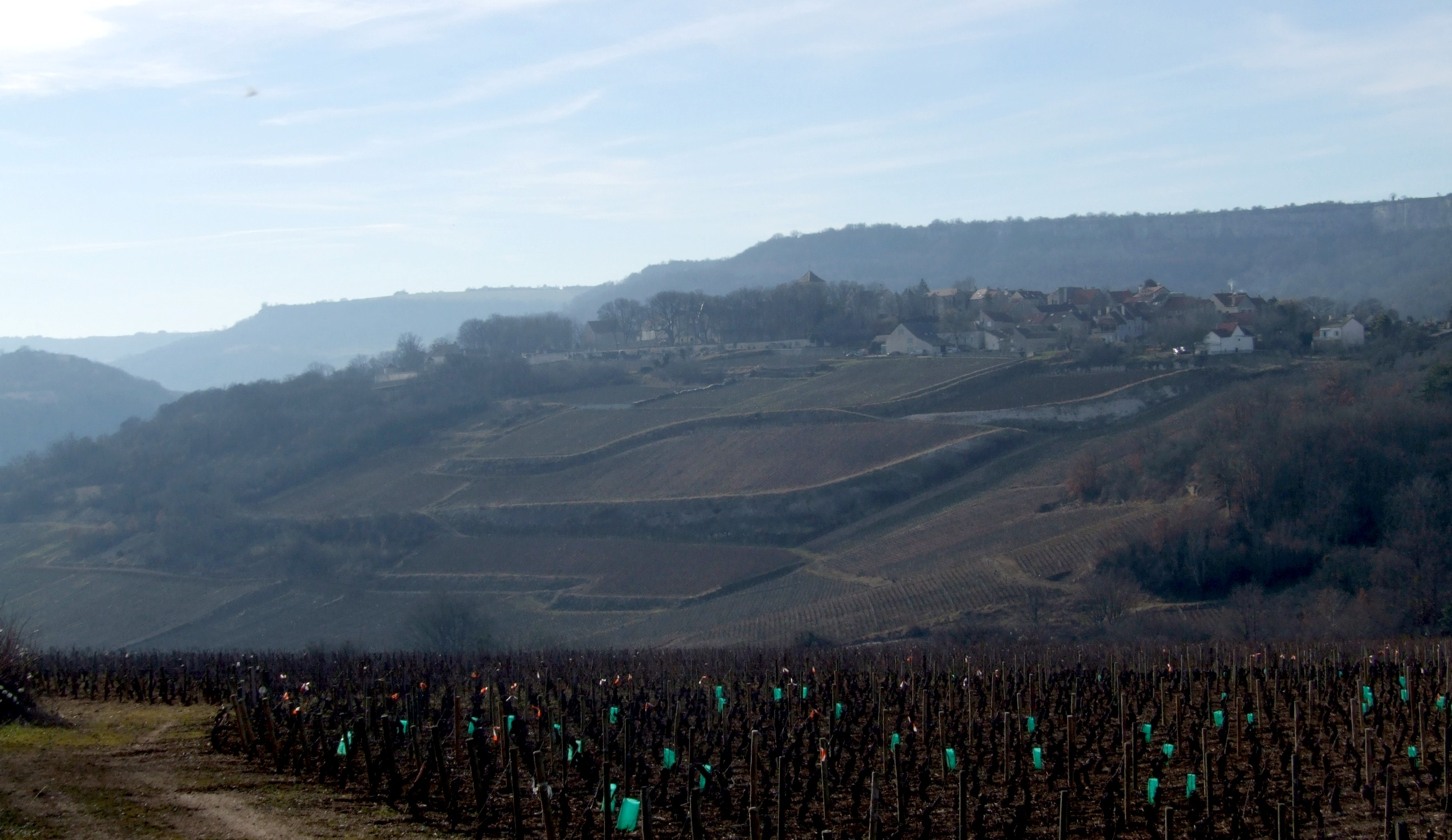
Village et vignoble de Saint-Romain.
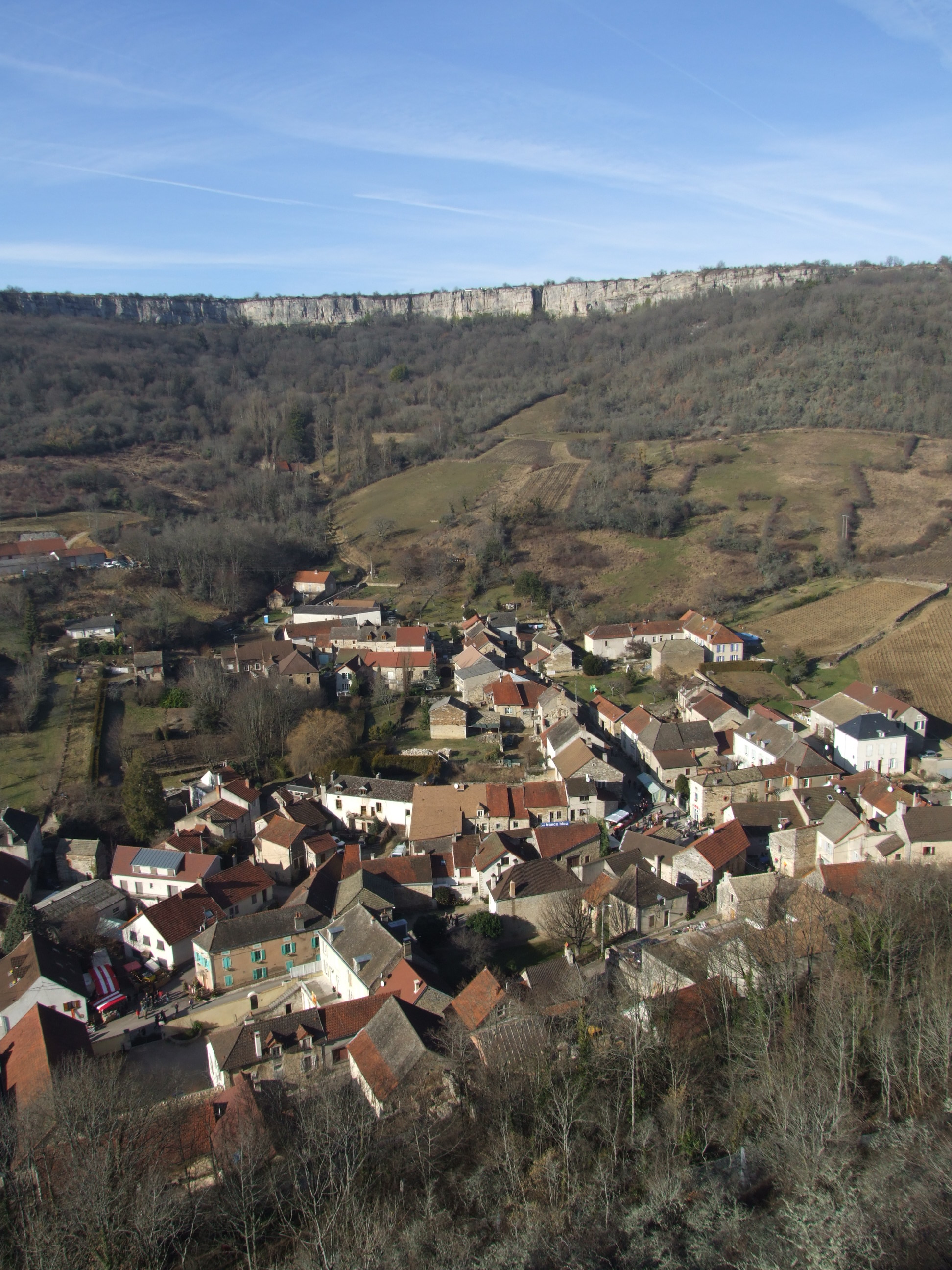
Bas du village.